# ترانه‌شناسی ردیوهد

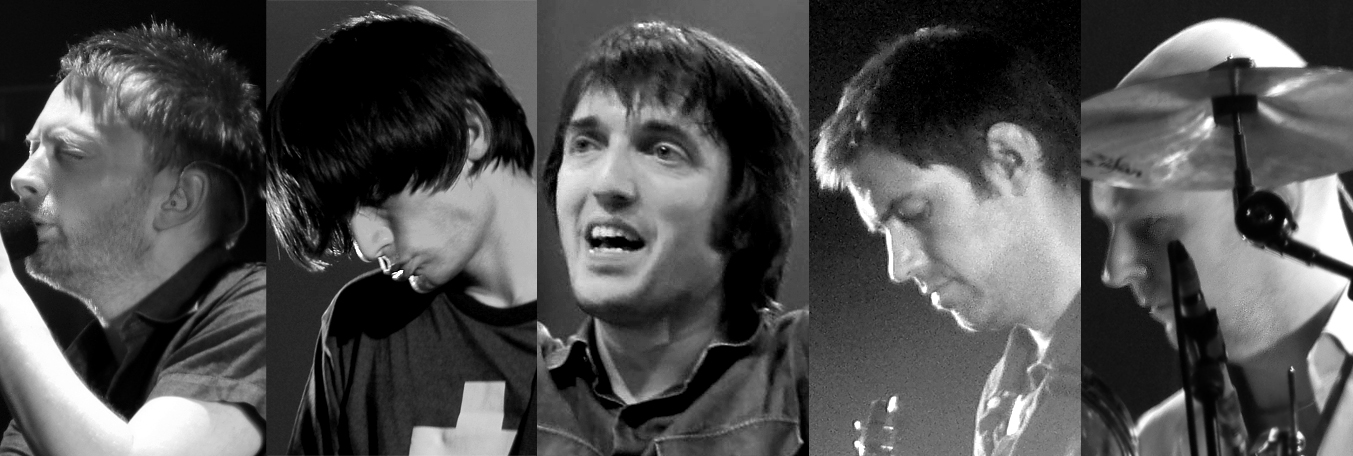
اعضای ریدیوهد

ترانه‌شناسی گروه راک انگلیسی ردیوهد شامل نه آلبوم استودیویی، ۳۲ تک‌آهنگ، هفت ئی‌پی، ۴۸ موزیک ویدئو، نه آلبوم ویدئویی و پنج آلبوم گردآوری‌شده است.
ردیوهِد نام یک گروه آلترنتیو راک انگلیسی از ابینگدن، آکسفوردشایر است که در سال ۱۹۸۵ پایه‌گذاری شد. اعضای بنیان‌گذار گروه تام یورک (خواننده، گیتاریست و پیانیست)، جانی گرینوود(گیتار، کیبورد و دیگر سازها)، اد اوبراین (گیتار و صدای پشت)، کالین گرینوود (بیس و سینثی‌سایزر) و فیل سلوی (درام و سازهای کوبه‌ای) هستند.

## آلبوم‌ها

### آلبوم‌های استودیویی
| عنوان                                                               | اطلاعات آلبوم                                                                                           | بالاترین جایگاه در جدول | بالاترین جایگاه در جدول | بالاترین جایگاه در جدول | بالاترین جایگاه در جدول | بالاترین جایگاه در جدول | بالاترین جایگاه در جدول | بالاترین جایگاه در جدول | بالاترین جایگاه در جدول | بالاترین جایگاه در جدول | بالاترین جایگاه در جدول | فروش                                      | گواهی‌نامه‌ها |
| عنوان                                                               | اطلاعات آلبوم                                                                                           | بریتانیا                | استرالیا                | بلژیک                   | کانادا                  | فرانسه                  | آلبوم                   | ایرلند                  | ایتالیا                 | هلند                    | آمریکا                  | فروش                                      | گواهی‌نامه‌ها |
| ------------------------------------------------------------------- | --- | ----------------------- | ----------------------- | ----------------------- | ----------------------- | ----------------------- | ----------------------- | ----------------------- | ----------------------- | ----------------------- | ----------------------- | ----------------------------------------- | --- |
| پابلو هانی                                                          | - انتشار: ۲۲ فوریه ۱۹۹۳ - ناشر: ئی‌ام‌آی (UK) - فرمت‌ها: سی‌دی، کاست، گرامافون                              | ۲۲                      | ۸۶                      | ۲۸                      | ۴۲                      | ۱۰۸                     | —                       | ۱۲                      | —                       | ۶۱                      | ۳۲                      | - آمریکا: 1,520,000                       | - صنعت ضبط صدای بریتانیا: ۲× Platinum - انجمن صنعت ضبط استرالیا: Gold - BEA: Platinum - میوزیک کانادا: ۲× Platinum - انجمن تولیدکنندگان و واردکنندگان تصویر و صداگذاران هلندی: Gold - انجمن صنعت ضبط موسیقی ایالات متحده آمریکا: Platinum |
| خمش‌ها                                                               | - انتشار: ۸ مارس ۱۹۹۵ - ناشر: EMI (UK) - فرمت‌ها: سی‌دی، کاست، ال‌پی مینی‌دیسک                              | ۴                       | ۲۳                      | ۸                       | ۱۴                      | ۳۵                      | ۷۳                      | ۴                       | ۸۸                      | ۲۰                      | ۸۸                      | - بریتانیا: 1,248,350 - آمریکا: 1,540,000 | - BPI: 4× Platinum - BEA: Gold - فدراسیون صنعت موسیقی ایتالیا: Gold - MC: 3× Platinum - NVPI: Gold - RIAA: Platinum |
| اوکی کامپیوتر                                                       | - انتشار: ۲۱ مه ۱۹۹۷ - ناشر: EMI (UK) - فرمت‌ها: سی‌دی، کاست، ال‌پی، مینی‌دیسک - نسخۀ ریمستر: ۲۳ ژوئن ۲۰۱۷  | ۱                       | ۷                       | ۱                       | ۲                       | ۳                       | ۱۳                      | ۱                       | ۶                       | ۲                       | ۲۱                      | - بریتانیا: 1,579,415 - آمریکا: 2,560,000 | - BPI: 5× Platinum - ARIA: Platinum - BEA: 3× Platinum - FIMI: 2× Platinum - MC: 5× Platinum - NVPI: Platinum - RIAA: 2× Platinum - سندیکای ملی انتشارات صوتی‌تصویری: ۲× Gold                                                              |
| کید ای                                                              | - انتشار: ۲ اکتبر ۲۰۰۰ - ناشر: EMI (UK) - فرمت‌ها: سی‌دی، کاست، ال‌پی، مینی‌دیسک                            | ۱                       | ۲                       | ۳                       | ۱                       | ۱                       | ۴                       | ۱                       | ۳                       | ۴                       | ۱                       | - بریتانیا: 479,000 - آمریکا: 1,480,000   | - BPI: Platinum - ARIA: Platinum - FIMI: Gold - MC: 2× Platinum - RIAA: Platinum - SNEP: Platinum |
| فراموشکار                                                           | - انتشار: ۳۰ مه ۲۰۰۱ - ناشر: EMI (UK) - فرمت‌ها: سی‌دی, CS, LP                                            | ۱                       | ۲                       | ۳                       | ۱                       | ۲                       | ۲                       | ۱                       | ۲                       | ۳                       | ۲                       | - بریتانیا: 331,000 - آمریکا: 1,020,000   | - BPI: Platinum - ARIA: Gold - BEA: Gold - MC: Platinum - RIAA: Gold - SNEP: Gold |
| زنده‌باد دزدها                                                       | - انتشار: ۹ ژوئن ۲۰۰۳ - ناشر: EMI (UK) - فرمت‌ها: سی‌دی, CS, LP                                           | ۱                       | ۲                       | ۱                       | ۱                       | ۱                       | ۳                       | ۱                       | ۳                       | ۴                       | ۳                       | - آمریکا: 1,120,000                       | - BPI: Platinum - ARIA: Gold - BEA: Gold - MC: Platinum - RIAA: Gold - SNEP: Gold |
| در رنگین‌کمان‌ها                                                      | - انتشار: ۱۰ اکتبر ۲۰۰۷ - ناشر: Xurbia Xendless, ایکس‌ال رکوردینگز (WW) - فرمت‌ها: CD, LP, بارگیری موسیقی | ۱                       | ۲                       | ۲                       | ۱                       | ۱                       | ۸                       | ۱                       | ۷                       | ۷                       | ۱                       | - آمریکا: 1,020,000                       | - BPI: Platinum - BEA: Gold - FIMI: Gold - MC: Platinum - RIAA: Gold |
| پادشاه شاخه‌ها                                                       | - انتشار: ۱۸ فوریه ۲۰۱۱ - ناشر: Ticker Tape, XL (WW) - فرمت‌ها: سی‌دی، ال‌پی، دانلود دیجیتالی              | ۷                       | ۲                       | ۷                       | ۵                       | ۸                       | ۱۳                      | ۷                       | ۸                       | ۳                       | ۳                       | - آمریکا: 370,000                         | - BPI: Gold - MC: Gold |
| یک استخر ماه‌شکل                                                     | - انتشار: ۸ مه ۲۰۱۶ - ناشر: XL (WW) - فرمت‌ها: سی‌دی، ال‌پی، دانلود دیجیتالی                               | ۱                       | ۲                       | ۲                       | ۲                       | ۵                       | ۳                       | ۱                       | ۲                       | ۲                       | ۳                       | - کانادا: 33,000 - آمریکا: 173,000        | - BPI: Gold - ARIA: Gold - FIMI: Gold - MC: Platinum - RIAA: Gold - SNEP: Gold |
| "—" به آثاری اشاره می‌کند که در آن منطقه وارد جدول یا منتشر نشده‌اند. | |                         |                         |                         |                         |                         |                         |                         |                         |                         |                         |                                           | |